# Anusak Laosangthai
Anusak Laosangthai (tiếng Thái: อนุศักดิ์ เหล่าแสงไทย, sinh ngày 5 tháng 1 năm 1992), là một cầu thủ bóng đá người Thái Lan thi đấu ở vị trí tiền đạo cho câu lạc bộ Giải bóng đá Ngoại hạng Thái Lan Chainat Hornbill.

## Sự nghiệp quốc tế
Anh đoạt chức vô địch tại Giải vô địch bóng đá U-17 Đông Nam Á 2007 cùng với U-17 Thái Lan

### Bàn thắng quốc tế

#### U-16
| #  | Ngày                | Địa điểm                                     | Đối thủ  | Tỉ số | Kết quả | Giải đấu                                  |
| -- | ------------------- | -------------------------------------------- | -------- | ----- | ------- | ----------------------------------------- |
| 1. | 23 tháng 8 năm 2007 | Sân vận động Olympic, Phnôm Pênh, Campuchia  | Brunei   | 3-0   | 3-0     | Giải vô địch bóng đá U-17 Đông Nam Á 2007 |
| 2. | 25 tháng 8 năm 2007 | Sân vận động Olympic, Phnôm Pênh, Campuchia  | Malaysia | 1-1   | 3-1     | Giải vô địch bóng đá U-17 Đông Nam Á 2007 |
| 3. | 25 tháng 8 năm 2007 | Sân vận động Olympic, Phnôm Pênh, Campuchia  | Malaysia | 3-1   | 3-1     | Giải vô địch bóng đá U-17 Đông Nam Á 2007 |
| 4. | 30 tháng 8 năm 2007 | Sân vận động Quân đội, Phnôm Pênh, Campuchia | Việt Nam | 1-0   | 2-0     | Giải vô địch bóng đá U-17 Đông Nam Á 2007 |
| 5. | 30 tháng 8 năm 2007 | Sân vận động Quân đội, Phnôm Pênh, Campuchia | Việt Nam | 2-0   | 2-0     | Giải vô địch bóng đá U-17 Đông Nam Á 2007 |
| 6. | 1 tháng 9 năm 2007  | Sân vận động Olympic, Phnôm Pênh, Campuchia  | Lào      | 3-0   | 3-2     | Giải vô địch bóng đá U-17 Đông Nam Á 2007 |

## Danh hiệu

### Quốc tế
Thái Lan U-16
- Giải vô địch bóng đá U-16 Đông Nam Á
  -  Vô địch (1): 2007